# Ernst Wild
Ernst Wild (* 28. September 1930 in Stará Role, Tschechoslowakei) ist ein deutscher Kameramann.

## Leben
Wild erhielt zwischen 1949 und 1954 bei Agfa eine Ausbildung in Feinmechanik und Optik. In den 1950er und beginnenden 1960er Jahren war er an zahlreichen Filmen als Kameraassistent und einfacher Kameramann beteiligt, darunter auch Eins, zwei, drei (1961) von Billy Wilder.
Seit den beginnenden 1960er Jahren drehte er eigenverantwortlich mehrere Kino- und Fernsehfilme, sein Hauptbetätigungsfeld wurde jedoch der Werbefilm. Wiederholt filmte er auch Sinfonie- und Opernaufführungen. Für seine Kameraführung bei Rheingold erhielt er 1978 das Filmband in Gold.

## Filmografie
| - 1958: Istanbul macerasi - 1961: Das Mädchen mit den schmalen Hüften - 1964: Die Tote von Beverly Hills - 1965: Serenade für zwei Spione - 1966: Bel Ami 2000 oder Wie verführt man einen Playboy - 1966: Liebesspiel im Schnee - 1967: Carmen - 1967: Der Diamantenprinz (Jack of Diamonds) - 1968: Der Bajazzo (I Pagliacci) - 1968: Der junge Lord - 1968: Cavalleria rusticana - 1970: Erinnerungen an die Zukunft - 1970: Fidelio - 1970: Heintje – Mein bester Freund - 1971: Zwanzig Mädchen und die Pauker - 1971: Wir hau’n den Hauswirt in die Pfanne | - 1971: Hilfe, die Verwandten kommen - 1971: Der Kapitän - 1972: Der Barbier von Sevilla (auch Regie) - 1973: Otello - 1973: Olympiade München 1972 (Visions of Eight) - 1973: Seine Scheidung, ihre Scheidung (Divorce His, Divorce Hers) - 1974: Madama Butterfly - 1974: Auch ich war nur ein mittelmäßiger Schüler - 1975: Le Nozze di Figaro - 1976: Erich von Däniken: Botschaft der Götter - 1977: … und die Bibel hat doch recht - 1978: Rheingold - 1982: Wie hätten Sie’s denn gern? - 1984: Ludwig van Beethoven: Symphonies Nos. 2 & 3 'Eroica' - 1986: Don Carlo - 1987: Don Giovanni |